# Koronakupak

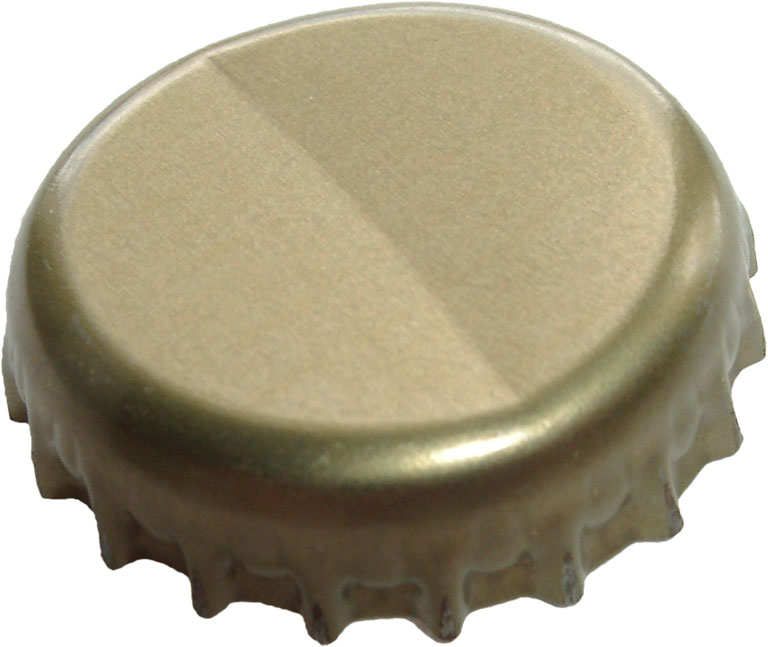
Használt söröskupak

A koronakupak az üvegből készült palackok fémből készült záróeszköze, leggyakoribb alkalmazása a sörösüvegek lezárása használt söröskupak. Az első sikeresen bevezetett egyszer használatos termék.

## Feltalálója
A koronakupak feltalálója az amerikai William Painter (1838-1906), aki 1892-ben jelentette be szabadalmát. 
Painter Írországból Amerikába kivándorolt kvéker volt, Maryland államban élt. A koronakupak mellett még mintegy száz találmányt szabadalmaztatott, köztük üvegnyitót, gépet üvegzárásra, papírhajtogatáshoz, pénzérme ellenőrzésére, valamint egy katapultülést pilótáknak.
Ez a találmány egyszer használatos mivoltával ihlette meg King C. Gillette-et is a zsilettpenge feltalálására.

## Elkészítése
Egy kis kör alakú vaslemezre ráfestik a tervezett feliratot, színt. 
Majd egy géppel rápréselik az üveg tetejére, a lelógó szegélyét 21 darab redőbe gyűrve. A filmbevonatnak és az esetleges parafarétegnek az üveg légmentes lezárásában van fontos szerepe.

## Kinyitása
A találmány eredeti leírásából kitűnik, hogy az elálló redőket eleve úgy tervezték, hogy lehetővé tegyék a kinyitást bármilyen kéznél levő hegyes szerszámmal. Az 1892-es találmányi leírásban felsorolt lehetőségek: kés, csavarhúzó, szög, jégcsákány.
Szintén a könnyű nyitás érdekében választották a redők számát páratlanra.

## Sörnyitó

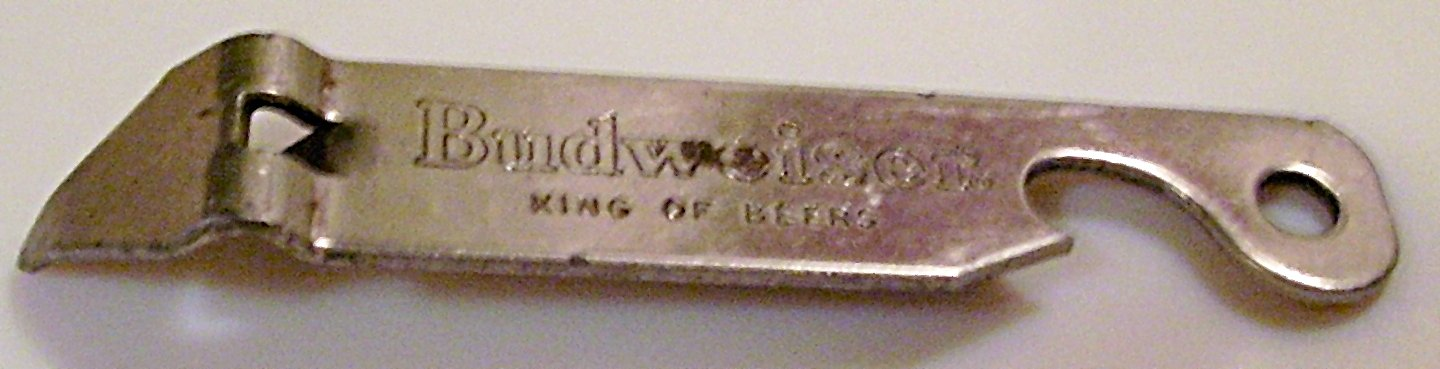
Egy régi sörnyitó

A sörnyitó egy fémből készült konyhai eszköz, ami a használat során a kupak közepét benyomja, a szélét felfeszíti és így lepattintja a kupakot az üvegről.

## Szemét?
A söröskupakot általában elhajítják (esetleg a pincér elviszi az asztalról), ez a parkokban kellemetlen látvány, ha rengeteg kupak díszeleg a füvön.
Vannak akik gyűjtik a különlegesebb kupakokat. A  Coca-Cola Company a WWF támogatására kiadott egy 80 darabból álló sorozatot Belgium élővilágáról.